# Freccia del sole

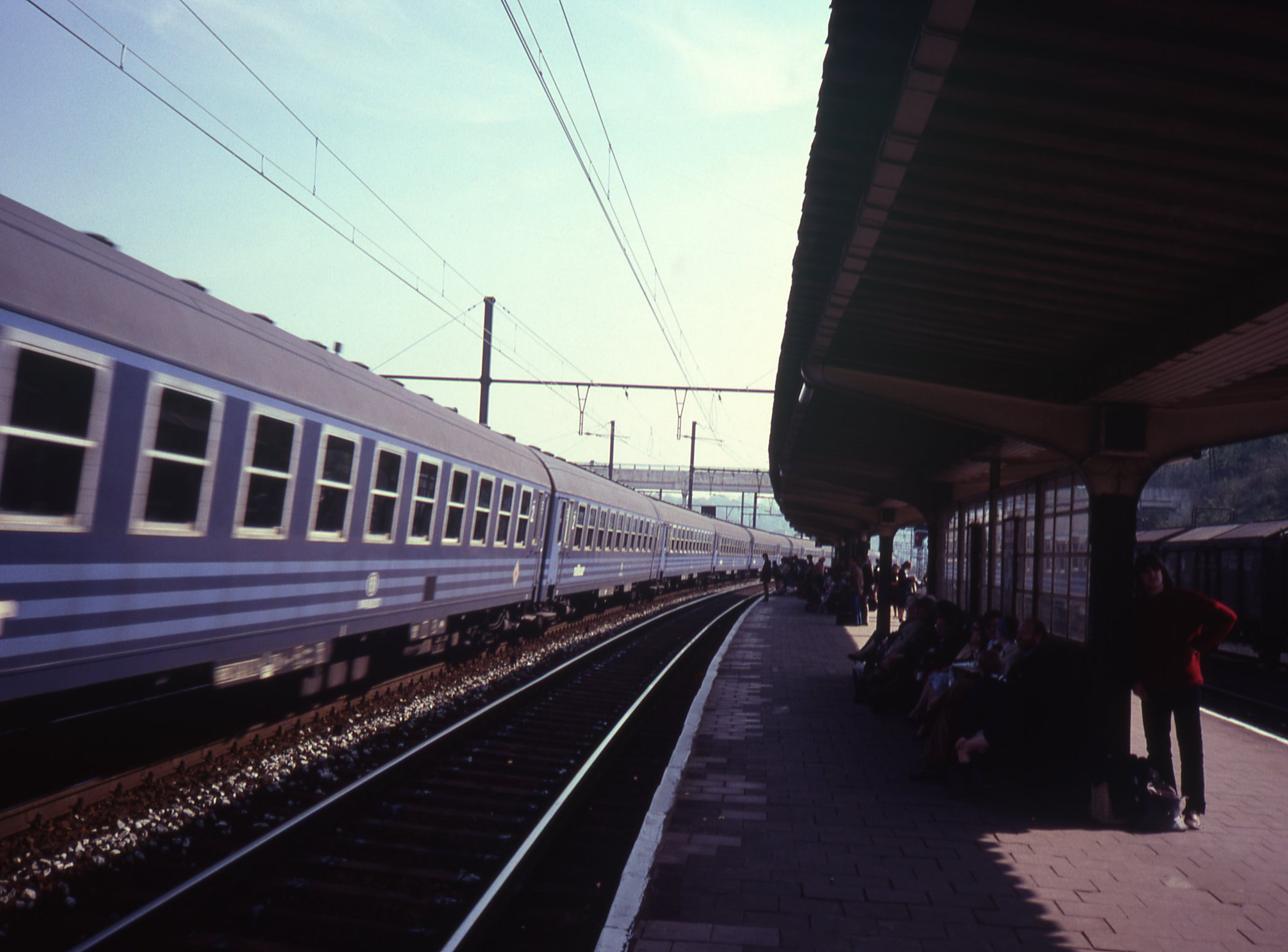
De Freccia del sole werd veelal met I5-spoorwegrijtuigen van Railtour uitgevoerd.

De Freccia del sole was een internationale nachttrein die België met Italië verbond. De treindienst werd ingehuldigd op 31 mei 1974 en werd op 28 september 2003 opgeheven. Dat laatste jaar reed de Freccia del sole tussen Denderleeuw en Bologna. 
De trein vertrok op vrijdag en keerde op zaterdag terug. Het laatste traject was Denderleeuw - Brussel Zuid/Noord/Luxemburg, Namen, Aarlen, Luxembourg, Domodossola, Milaan Lambrate, Bologna Centrale. De reistijd was net geen 17 uur. In de trein was ook een bar-disco-rijtuig.
Van bij de start in 1974 tot in december 2002 reed de trein nog verder tot aan de badstad Ancona en Ventimiglia.